# Dolores Costello
Dolores Costello (Pittsburgh, Pennsylvania, 1903. szeptember 17. – Fallbrook, Kalifornia, 1979. március 1.) amerikai színésznő.

## Életpályája
Filmpályafutását 1909-ben a Vitagraph-nál kezdte mint gyermekszínész. 1915–1923 között nem szerepelt filmben. 1931-ben visszavonult a képernyőtől, hogy családjáról gondoskodjon. 1936-ban visszatért a képernyőre. 1943-ban visszavonult. 1950-től hátralévő éveit magányban élte le. 1960-ban csillagot kapott a Hollywood Walk of Fame-en. 1970-ben házát elöntötte egy áradás, mely nagy károkat okozott a tulajdon- és emléktárgyaiban.

## Munkássága
Színházban, varietékben is szerepelt. Éveken át a gyöngéd, bájos női alakok megtestesítője volt. 1925-ben John Barrymore partnere volt A tengeri vadállat című filmben, amely Herman Melville Moby Dick adaptációja volt. 1929-ben testvérével, Helene Costello-val szerepelt együtt a Látványok látványa című filmben. 1936-ban A kis lord és 1942-ben Az Ambersonok tündöklése és bukása című filmekkel ért el sikereket. Filmes karrierjét nagyban tönkretették a fiatalkori sminkelések.

## Családja
Szülei: Maurice Costello (1877–1950) és Mae Costello (1882–1929) amerikai színészek voltak. Helene Costello (1906–1957) amerikai színésznő testvére. Diana Barrymore (1921–1960) amerikai színésznő mostohaanyja volt. 1928–1935 között John Barrymore (1882–1942) amerikai színész felesége volt. 1930-ban született első gyermeke, Dolores Ethel Mae "DeeDee" Barrymore. Született egy fiuk is: John Drew Barrymore (1932–2004) amerikai színész. John Barrymore növekvő alkoholizmusa miatt 1935-ben elváltak. 1939–1951 között John Vruwink volt a férje. Drew Barrymore (1975) és John Blyth Barrymore (1954) színészek nagymamája volt.

## Filmjei
- Szentivánéji álom (A Midsummer Night's Dream) (1909)
- A muskátli (The Geranium) (1911)
- Ida karácsonya (Ida's Christmas) (1912)
- A hindu igézet (The Hindoo Charm) (1913)
- A tengeri vadállat (The Sea Beast) (1925)
- Fiatal asszony a viharban (Bride of the Storm) (1926)
- Egy milliós ajánlat (A Million Bid) (1927)
- A régi San Francisco (Old San Francisco) (1927)
- Marylandi szív (The Heart of Maryland) (1927)
- A dicsőséges Betsy (Glorious Betsy) (1928)
- Noé bárkája (Noah’s Ark) (1928)
- Látványok látványa (The Show of Shows) (1929)
- Szívek száműzetésben (Hearts in Exile) (1929)
- A kis lord (1936)
- Az Ambersonok tündöklése és bukása (1942)

## Fordítás
- Ez a szócikk részben vagy egészben  a   Dolores Costello című angol Wikipédia-szócikk ezen változatának fordításán alapul.  Az eredeti cikk szerkesztőit annak laptörténete sorolja fel. Ez a jelzés csupán a megfogalmazás eredetét és a szerzői jogokat jelzi, nem szolgál a cikkben szereplő információk forrásmegjelöléseként.